# AMX-10RC
AMX-10RC – francuski współczesny opancerzony wóz rozpoznawczy.

## Historia
We wrześniu 1970 roku rozpoczęto pracę nad budową nowego opancerzonego wozu rozpoznawczego, który mógłby zastąpić używany Panhard EBR. Prace zlecono biuru konstrukcyjnemu AMX (Ateliers de construction d’Issy-les-Moulineaux). Wśród założeń była unifikacja konstrukcji z gąsienicowym bojowym wozem piechoty AMX-10P. W latach 1971–1973 wyprodukowano trzy prototypy, które poddano wszechstronnym badaniom.
Produkcję seryjną rozpoczęto w 1979. Umieszczoną ją w zakładach w Roanne należących do koncernu GIAT, a wieże produkowano w Tarbes. Miała ona trwać do 1987 roku, lecz dostawy zakończyły się faktycznie w 1994 roku. Łącznie w tym okresie zbudowano 480 wozów tego typu.

## Opis konstrukcji
Opancerzony wóz rozpoznawczy AMX-10RC jest pojazdem kołowym w układzie 6 × 6. Kadłub został wykonany ze spawanych płyt aluminiowych. Według publikowanych informacji, opancerzenie ma chronić wnętrze przedziału bojowego przed pociskami przeciwpancernymi z broni maszynowej kalibru do 12,7 mm i odłamkami. Kadłub podzielony jest klasycznie na przedział kierowania z przodu (stanowisko kierowcy jest po lewej stronie), bojowy pośrodku i napędowy z tyłu. Na środku kadłuba zamontowana jest wieża typu czołgowego z armatą kal. 105 mm. Z armatą sprzężony jest karabin maszynowy kal. 7,62 mm. W wieży znajdują się stanowiska pozostałych trzech członków załogi: dowódcy (z prawej), działonowego (z prawej przed dowódcą) i ładowniczego z lewej strony.
Początkowo wozy produkowany był z silnikiem wysokoprężnym Hispano-Suiza HS-115, które później zastąpiono we wszystkich wozach silnikiem wysokoprężnym Baudouin 6F-11 SRX o większej mocy. Wóz ma zawieszenie hydropneumatyczne, umożliwiające opuszczanie i podnoszenie oraz przechylanie kadłuba. W celu unifikacji konstrukcji z gąsienicowym bojowym wozem piechoty, zrezygnowano z tradycyjnego układu kierowniczego, a skręty są wykonywane na sposób czołgowy, przez zróżnicowanie prędkości obrotowej kół po obu stronach. Na niektórych podłożach wóz może obracać się w miejscu, z kołami poruszającymi się w przeciwnych kierunkach. Wóz jest przystosowany do pływania dzięki dwóm pędnikom z tyłu, z prędkością do 7,2 km/h.
Wóz wyposażony jest w komputerowy system kierowania ogniem COTOC.
Na pokładzie przewozi on 38 nabojów do armaty, 4000 nabojów do karabinu maszynowego i 40 granatów dymnych. Do strzelania z armaty stosowane są pociski kumulacyjne, odłamkowo-burzące i podkalibrowe.

## Użycie
Pierwsze opancerzone wozy rozpoznawcze AMX-10RC zostały wprowadzone na uzbrojenie francuskiego 2. Pułku Huzarów (fr. 2 Regiment de Hussard) w 1979. Następnie systematycznie wprowadzany był do uzbrojenia jednostek rozpoznawczych francuskich sił szybkiego reagowania (FAR). Łącznie we francuskich jednostkach znalazło się około 350 samochodów tego typu.
Wozy tego typu zakupiło także Maroko w liczbie 108 sztuk oraz Katar – 12 sztuk. W 2021 nieliczne wozy przekazano Kamerunowi.
Wozy te zostały użyte bojowo w trakcie francuskiej operacji pokojowej w Czadzie w latach 1983–1984. Brały udział w operacji Pustynna Burza w Iraku w 1991 roku. Używane są również w ramach sił pokojowych ONZ w Kosowie.
Około 40 sztuk maszyn zostało dostarczonych do sił zbrojnych Ukrainy i uczestniczą w  wojnie na Ukrainie. Latem 2023 roku potwierdzono utratę kilku egzemplarzy, w tym jedną maszynę która została przez Rosjan zdobyta i odholowana z pola walki.  Pojawiły się także głosy krytyki ze strony ukraińskich dowódców, którzy negatywnie oceniali opancerzenie pojazdu, jako zbyt cienkie, sprawiające że wozy nie nadawały się do szturmów i innych bezpośrednich działań na pierwszej linii frontu, za to dobrze spisywały się w roli wozów wsparcia ogniowego, działających w pewnej odległości od frontu.